# Oncidium massangei
Oncidium massangei är en orkidéart som beskrevs av Charles Jacques Édouard Morren. Oncidium massangei ingår i släktet Oncidium och familjen orkidéer. Inga underarter finns listade i Catalogue of Life.

## Bildgalleri

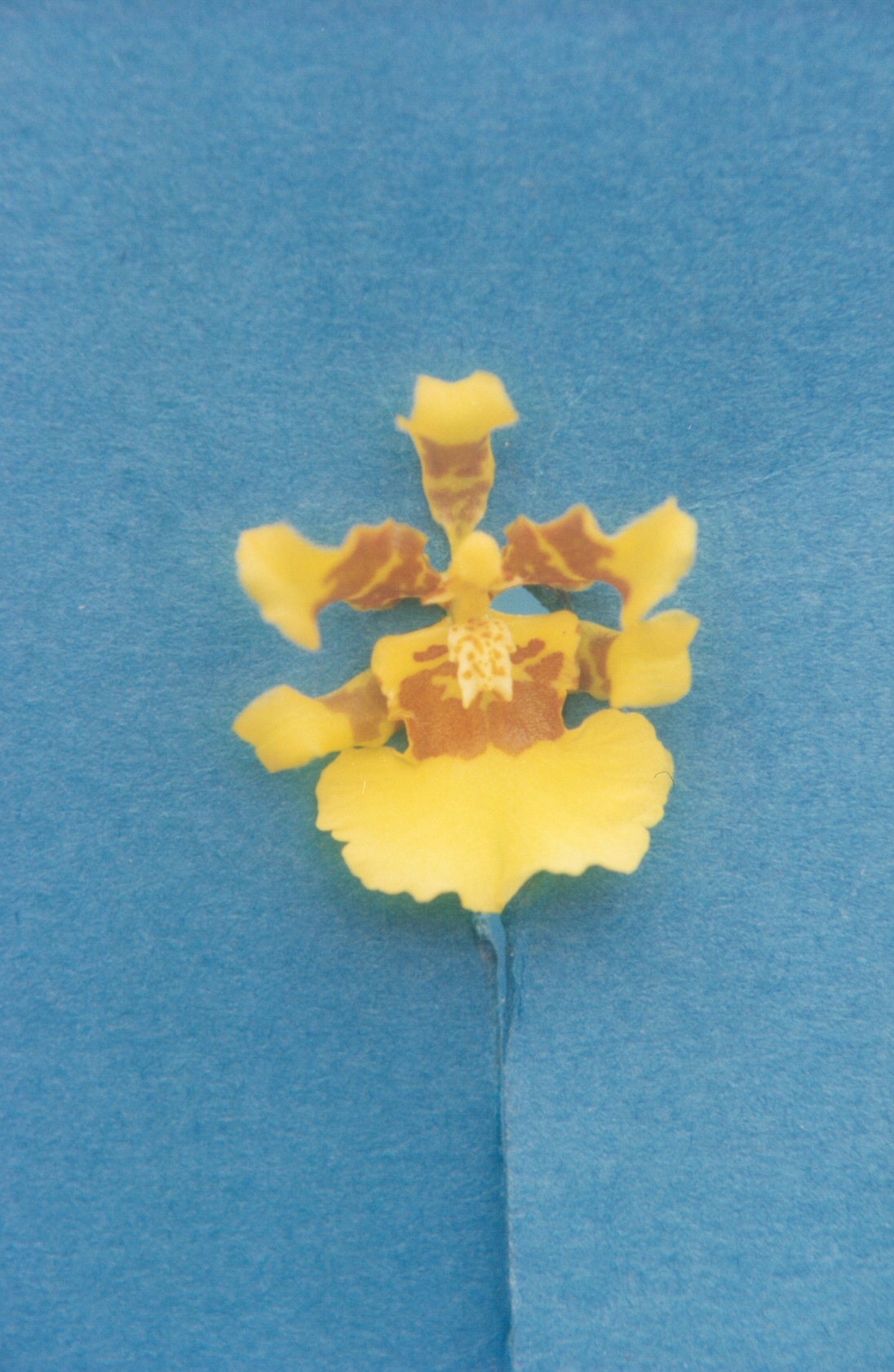
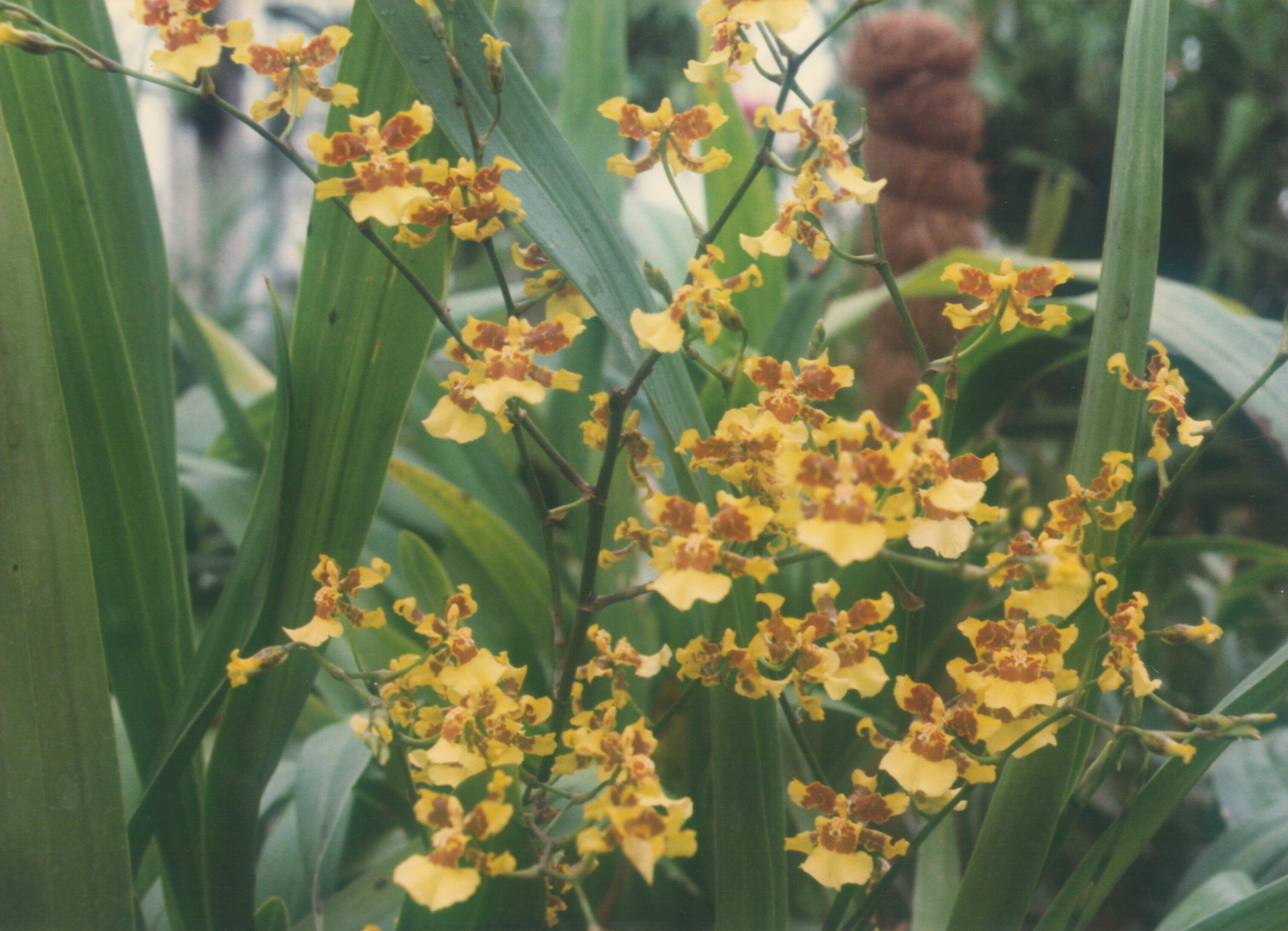
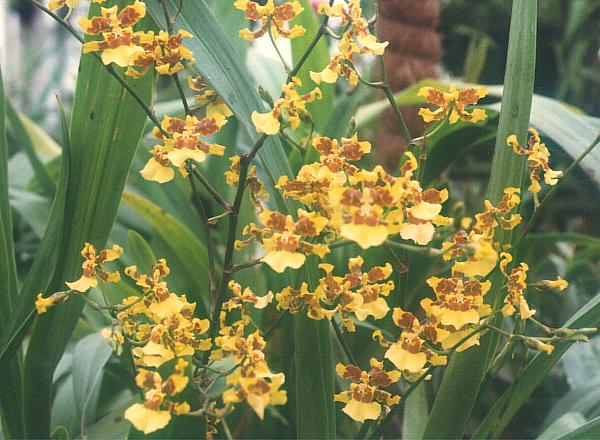
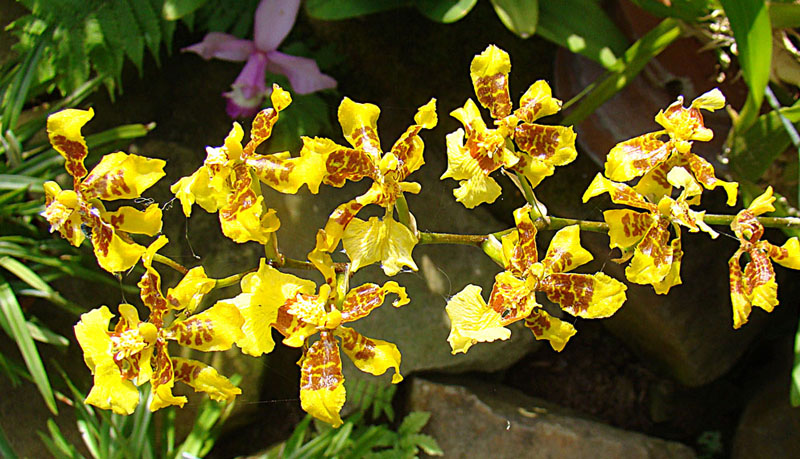